# Rezolucja Rady Bezpieczeństwa ONZ nr 201
Rezolucja Rady Bezpieczeństwa ONZ nr 201 została przyjęta jednomyślnie 19 marca 1965 r.
Rada potwierdziła swoje poprzednie rezolucje w kwestii cypryjskiej oraz przedłużyła mandat Sił Pokojowych ONZ na Cyprze na kolejne 3 miesiące do dnia 26 czerwca 1965 r.